# Mitsunori Yabuta
Mitsunori Yabuta (藪田 光教, Yabuta Mitsunori) est un footballeur japonais né le 2 mai 1976 à Kawasaki.